# 青木篤志
青木 篤志（あおき あつし、1977年9月25日 - 2019年6月3日）は、日本の男性プロレスラー。元自衛官。東京都大田区出身。最終所属全日本プロレス。血液型B型。

## 来歴
高校時代からアマチュアレスリングで活躍。陸上自衛隊（市ヶ谷第32普通科連隊、朝霞駐屯地、青森第5普通科連隊）時代の1999年には、全国社会人オープンレスリング選手権大会69kg級で優勝する。2005年5月、プロレスリング・ノアに入門。秋山準の付き人となった。

### プロレスリング・ノア
2005年12月24日に行われた年末興行でデビュー。当時同じく新人だった太田圭則と組み、三沢光晴&田上明組と対戦した。
2006年、スターネスに加入。
2007年12月23日の「SEMful Gift in Differ '07」での秋山との対戦を皮切りに、「青木篤志“閃光十番勝負”」が組まれた。その後、デイビー・リチャーズに勝利するもKENTA、ブライアン・ダニエルソン、小川良成、カズ・ハヤシ、金丸義信、獣神サンダー・ライガー、丸藤正道、2010年2月28日の鈴木みのるの順に敗れ、1勝9敗で終了した。
2009年、新日本プロレス「BEST OF THE SUPER Jr.」に出場。初戦でタイガーマスクに敗れたものの決勝トーナメント出場を果たし、ベスト4に食い込む。
2010年5月23日、新潟市体育館で行われたAAA世界タッグ選手権で王者組の森嶋猛・石森太二に潮﨑豪とのタッグで勝利し、AAA世界タッグ王座（第6代）を獲得した。同年6月6日、メキシコシティで行われたトリプレマニア18にて、AAA世界タッグ選手権（4WAY MATCH）に敗れ、王座から陥落した。
同年7月11日、新日本プロレス後楽園ホール大会において、プリンス・デヴィットが保持するIWGPジュニアヘビー級王座に初挑戦するも、ブラディサンデーで敗れた。同年10月、第4回日テレG+杯争奪ジュニアヘビー級タッグ・リーグ戦にKENTAとタッグを組んで出場し、殆どの試合を自らがフォールを決めるなどして優勝。
同年11月23日、後楽園ホール大会において金本浩二&タイガーマスク組が持つGHCジュニアヘビー級タッグ王座に挑戦するも敗退。同年12月24日、ディファ有明大会にてパートナーを丸藤にして再度挑戦し、金本からアサルト・ポイントで勝利を収め、初のGHCタイトルを戴冠した。丸藤とのタッグで2度防衛に成功するが、丸藤が負傷で長期欠場することになり、これに伴って王座を返上。
2011年4月に鈴木鼓太郎、石森と「ANTI NO MERCY UNION（ANMU）」を結成し、金丸やKENTAら「NO MERCY」との抗争にかかる。5月25日に鼓太郎とタッグを組んで空位となっていたGHCジュニアヘビー級タッグの王座決定戦に臨むが、金丸&KENTA組に敗れた。8月24日のリターンマッチに敗れるものの、10月16日の2度目のリターンマッチで金丸&KENTA組から王座奪取。以後、2012年7月22日にスペル・クレイジー&リッキー・マルビン組に敗れて王座陥落するまで7度の防衛に成功した。
鼓太郎とGHCジュニアタッグ王座を保持している2012年3月には、秋山軍（後のS・A・T）に加入。12月、年内をもってプロレスリング・ノア退団が会社より発表。12月24日ディファ有明大会を最後にノアを退団した。

### 全日本プロレス

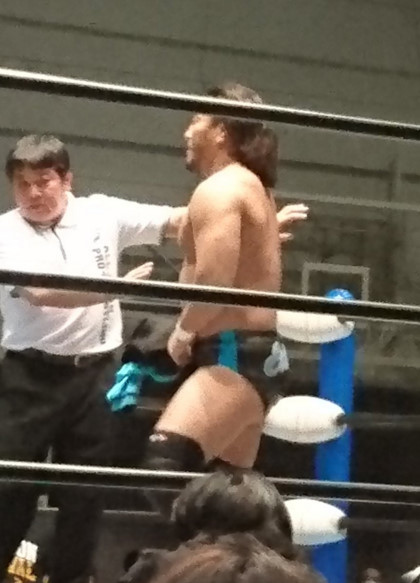
2016年

2013年1月に行われた決起集会で、青木は小橋からバーニングを託された秋山をリーダーに潮崎、金丸、鼓太郎で再結成した。1月26日、全日本プロレス「2013新春シャイニング・シリーズ」の最終戦に5人で来場し、参戦する事が発表された。4月には、鼓太郎とともにアジアタッグ王座を戴冠。
同年7月5日、全日本プロレスに正式入団。11月より潮﨑、鼓太郎と「Xceed」を結成するも翌2014年2月にはXceedを脱退。
2014年、ウルティモ・ドラゴンのマスクを剥ぎ、世界ジュニアヘビー級王座挑戦を要求。5月16日、後楽園ホールで行われた「2014スーパーパワーシリーズ開幕戦」にて、ウルティモvs青木vs佐藤光留の世界ジュニア王座次期挑戦者査定3ウェイマッチ30分1本勝負を行ない、アサルト・ポイントで佐藤からフォールを奪い勝利。これに青木が「文句はないだろう？」とウルティモにアピールした。これに対しウルティモは、「このベルト賭けておまえとやろうじゃないか!」と受諾。5月29日、後楽園ホールで行われた選手権試合にて、ウルティモ・ドラゴンを変形腕ひしぎ逆十字固めで破り、第37代世界ジュニアヘビー級王者となる。
7月27日、エボリューションに加入。加入後はやる気のない他選手の批判を続け、佐藤とのタッグでJr. TAG BATTLE OF GLORYに優勝、世界最強タッグ決定リーグ戦出場を果たした。
2015年には2年連続でJr. BATTLE OF GLORYに出場、準優勝に終わる。3月27日には鼓太郎に敗れ、世界ジュニアヘビー級王座から陥落（防衛5回）。5月21日にはかねてから舌戦を展開していたXceed・宮原健斗とのシングルマッチに挑んだ。試合は両者持てる技術をフルに使っていたが、試合終盤の宮原のニーリフトを後頭部にまともに食らい、立ち上がれなくなったところでレフェリーストップとなりKO負けを喫した。また、6月4日のエボリューション対Xceedのキャプテンフォールマッチで、キャプテンの諏訪魔が宮原からフォールを取られ負けてしまうが、7月8日のキャプテンフォールマッチ再戦では、青木が相手チームキャプテンの潮崎からアサルトポイントでフォールを奪った。試合後に最終戦でジョー・ドーリングと組んでの世界タッグ王座挑戦をアピールし、7月25日後楽園ホール大会にて潮崎・宮原組の持つ王座に挑戦するが敗退。
同年6月27日、ハードヒットに参戦し、中学時代の同級生和田拓也と10分1本勝負を行う。結果は10分時間切れとなったが残りロストポイント2-1で勝利した。11月7日、ハードヒットにてダン・セオドアとユニファイドルール・3分1ラウンドで対戦。結果は引き分け。
2016年1月3日、佐藤光留プロデュースハードヒットルール「隊長vs組長」と題された試合にて、藤原喜明と対戦。試合内容は中盤から藤原が打撃禁止のルールを破り頭突き攻撃を行うなど躍動、高度な腕の極め合いを見せたところで時間切れ引き分けとなった。
同年2月、ドイツ・ベルリンで開催される『GLOBAL WARNING』に、アジア代表として5日 - 6日と連続参戦。またJr. BATTLE OF GLORYで、Bブロック1位橋本和樹の負傷欠場を受け、丸山敦との挑戦者決定戦を勝ち上がってきた佐藤光留と決勝戦を争い勝利。優勝とともに第39代世界ジュニアヘビー級王者となる。また2月28日にはハードヒットに参戦、大江慎を相手にシュートボクシングルールで対戦し引き分け。
同年4月、チャンピオン・カーニバルに出場予定だったジョー・ドーリングに悪性の脳腫瘍が発見され、その代わりにチャンピオン・カーニバル初出場。Bブロックで3勝3敗、得点6に終わる。
同年6月19日、佐藤との防衛戦に敗れ世界ジュニアヘビー級王座を手放す（防衛3回）。
同年12月29日のハードヒットでは平直行と対戦。7月16日、ハードヒット・新木場大会でキックボクサーの前口太尊と対戦。
2017年11月頃より青木はマスクを被り、試合をするようになる（コスチュームもツーショルダーのロングタイツに変更）。ただしリングネームは本名のまま変えておらず、またはマスクを被る理由も明らかにしていない。

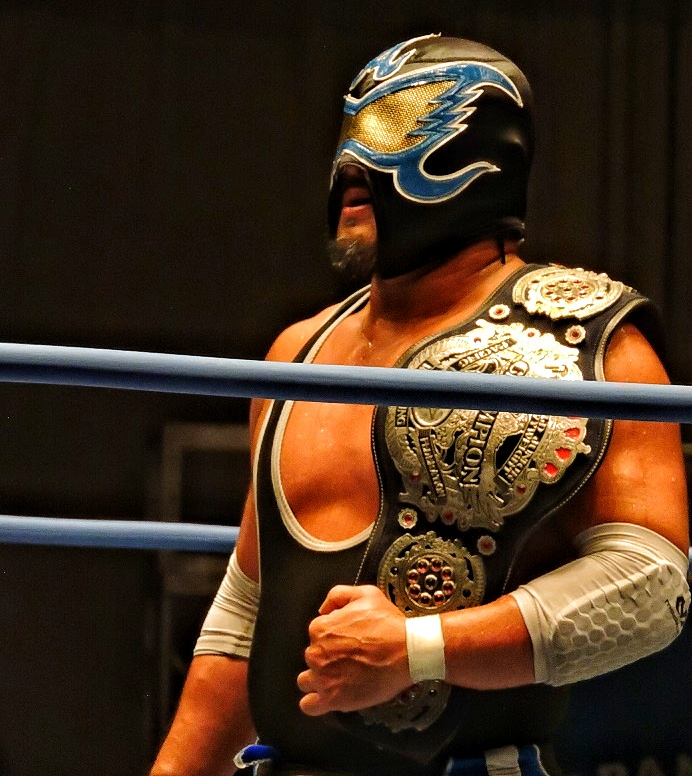
マスク姿(2018)。

2018年2月3日、TAJIRIに勝利し第47代世界ジュニアヘビー級王座を戴冠（自身3度目）。4回の防衛に成功するも同年8月26日に岩本煌史に敗れ、王座から陥落した。これを機に再び素顔に戻る。
2019年、真霜拳號の負傷欠場を受けチャンピオン・カーニバルに2度目の参戦。しかしAブロックで4勝4敗、得点8に終わる。
2019年5月20日、後楽園ホールで岩本を破り、世界ジュニアヘビー級王者に返り咲く（第51代）。
2019年6月2日、神戸サンボーホールでの6人タッグマッチが青木の生前最後の試合となった。

### 交通事故により死去
2019年6月3日22時33分頃、青木は月1回放送のインターネット番組、ニコニコ生放送「青木篤志の毒演会」に出演するため、自ら運転するバイクでスタジオに向かっている途中、首都高速都心環状線外回りの千代田トンネル出口付近で側壁へ衝突し転倒、都内の病院に搬送されたが同日22時41分頃、死亡が確認された。41歳没。青木は同月18日、佐藤との世界ジュニアヘビー級初防衛戦を控えていた矢先の事故死であった。
全日本プロレスは王座防衛期限である半年間（同年11月20日まで）、青木の没後も王者と認定し、その間は選手権試合を行わない意向を示した。8月11日に青木の追悼大会が開催され、引退した青木と同期の太田一平が限定復帰するなど、ノア所属選手やゆかりの人物が多数参加した。
2020年8月15日、青木の追悼大会「青木篤志メモリアル AAforever」が開催された。KagetoraやGOSAMARUなど、青木のゆかりの人物が参戦した。
全日本プロレスは青木の没後以降も肖像権管理、その貢献を称える意味も含め、2024年11月に公式サイトをリニューアルするまで所属選手欄に青木を掲載し続けていた。また青木家へ世界ジュニアヘビー級チャンピオンベルト（2代目）をメモリアルとして贈呈している。

## 得意技

### フィニッシュ・ホールド
アサルト・ポイント
青木のフィニッシュ・ホールド。
レッグロック・スープレックスと同型の変形バックドロップ・ホールド。
オブジェクト
相手の左太股越しに相手の右手首を左手で掴んで仕掛けるリストクラッチ・アサルトポイント。初出は2011年7月30日に行われた日テレG+杯の優勝決定戦。
腕ひしぎ逆十字固め
通常形であるグラウンド状態の相手に仕掛けるタイプ、飛びつき式、ミステリオ・ラナのように肩に乗ってから反転しつつ決めるタイプ、後述のノーザンライト・スープレックスから連携でかけるタイプの4タイプを使いこなす。
トラップ・オーバー
相手の右腕、首を自分の両足で極めた半うつ伏せの状態で左腕に仕掛ける変形腕ひしぎ逆十字固め。

### 投げ技
ノーザンライト・スープレックス
一度決めてから一回転し、もう一度仕掛ける連続式や下記の腕ひしぎ逆十字固めへ繋ぐ連携技もある。
スパイラル・ポセイドン
腕極め式ノーザンライトボム。命名は丸岡いずみ。オリジナルは藤田ミノルの「サスケだましセグウェイ」。

### 飛び技
ミサイルキック
通常のものとは違い、青木の場合はリング内に背を向けてコーナートップに上り、振り返りざまに放つものである。2007年のヨーロッパ遠征を終えた頃から使い始めた。
ムーンサルト・プレス
2012年7月22日の両国国技館大会のGHCジュニアタッグ王座の防衛戦に備えて、小橋建太に指導を仰ぎ習得した技。

### 関節技、絞め技
チキンウィング・アームロック
脇固め
アームブリーカー
スリーパーホールド

### 打撃技
ヘッドバット

## タイトル歴
全日本プロレス
- 世界ジュニアヘビー級王座 - 第37代、第39代、第47代、第51代
- アジアタッグ王座 - 第92代、第99代、第101代（パートナー：鈴木鼓太郎→佐藤光留）
- Jr. BATTLE OF GLORY - 2016年優勝
- JUNIOR HYPER TAG LEAGUE - 2013年優勝（パートナー：鈴木鼓太郎）
- Jr. TAG BATTLE OF GLORY - 2014年、2015年、2016年優勝（パートナー：佐藤光留）

プロレスリング・ノア
- GHCジュニアヘビー級タッグ王座 - 第13代（パートナー：丸藤正道）、第15代（パートナー：鈴木鼓太郎）
- 日テレ杯争奪ジュニアヘビー級タッグ・リーグ戦 - 2010年優勝（パートナー：KENTA）、2011年優勝（パートナー：鈴木鼓太郎）

AAA
- AAA世界タッグチーム王座 - 第6代（パートナー：潮﨑豪）

ハードヒット
- グラップリングトーナメント - 第2回 優勝

プロレス大賞
- 功労賞（2019年）

## 入場テーマ曲
新しい順に紹介。
- Fight it Out / 鈴木ヒロト（未ＣＤ、未配信）
- ホテル・カリフォルニア / TOO CLOSE TO SEE
- My First Kiss / Hi-STANDARD

## 人物
- 晩年は、全日本プロレスの道場長として若手選手のコーチ担当を務めていた。
- 2007年のGHC無差別級王座タッグトーナメントからは、リングコスチュームを青色のショートパンツから水色のロングタイツに変更。理由は、好きなプロレスラーがダイナマイト・キッドであったために彼と似たデザインとした。
- レスリングのバックボーンからか非常に飲み込みが早く、自らの師匠である秋山にも「青木はアドバイスしたら次の試合ではもう出来ているから凄い」と絶賛されていた。
- コスチュームは青色の物を使っていたが、これについては青木曰く「（レスリングでは）チャンピオンはいつも赤タイツ、だからいつでも挑戦者の気持ち、常にチャレンジ精神を持っていたい自分は青色である」とのこと。また、2008年の汐留街頭プロレスではゲスト解説のアナウンサーに地デジカラーと称された。全日本移籍後は黒地に白いラインのショートタイツを使用していたが、エボリューション加入後から黒字にターコイズブルーのショトタイツとなった。
- プライベートでは秋山や橋誠、金丸等と行動を共にすることが多く、そのため秋山のブログ内で橋と共によくネタにされていた。
- そのブログ内では、橋の天然な行動を後ろから眺めて笑っていることが多い。
- マシン軍団のメンバーであるストロング・マシン・ジュニアの正体と言われているが詳細は不明。
- AKB48の柏木由紀推しとしても知られ、高木三四郎がプロデュースする「国民的プロレスグループ」のTKG48にも加入していた。
- 中学時代の同級生に総合格闘家の和田拓也、タレントの山崎バニラ、高校時代の後輩に大日本プロレスを中心に活躍中の稲葉雅人がいる。
- 自衛隊時代の後輩に大日本プロレスの岡林裕二がいる。（岡林は体育学校での競技は違うが、顔見知りだった。）
- ニコニコプロレスチャンネルで月1回放送されていた番組「青木篤志の毒演会」はコメントを3000以上稼ぐ人気番組で、11月28日[いつ?]放送分では番組感想アンケートで「良かった」が100％を記録し、全ニコニコ生放送で見ても屈指の人気を誇っていた。なお、前述の交通事故が起きた当日も同番組に出演する予定であり、放送開始時刻になっても姿を見せなかったことから、別の映像を流したという[21]。
- 好きなおせちは数の子らしい。
- 自らのニコニコプロレスチャンネルでは40歳直前にして、”じじい”や”初老”と呼ばれていた。しかし、本人は認めてはいなかった。

## 出演
- ダブルAの腕ひしぎラジオ固め いっちょやったるで!（fm GIG、毎月第2・第4水曜日→不定期水曜日、2011年10月26日 - ）
  - 「ムーンライトブレイク・スヨイル」内の録音放送
  - 青木の逝去後も、過去のアーカイヴ放送として継続している
  - この番組以前に「ダブルAの腕ひしぎPod固め いっちょやったるで!」の番組名でポッドキャストを担当（2010年8月11日 - ）